# Petroica negra
La petroica negra o petroica de les illes Chatham (Petroica traversi) és una espècie d'ocell passeriforme de la família Petroicidae, endèmica de Nova Zelanda, més concretament de les Illes Chatham, coneguda en anglès com Black Robin. Va estar a la vora de l'extinció: arribà a tenir-ne només cinc individus i, encara que es va recuperar de manera espectacular, segueix en perill.